# Lorette
Lorette – miejscowość i gmina we Francji, w regionie Owernia-Rodan-Alpy, w departamencie Loara.
Według danych na rok 1990 gminę zamieszkiwały 5 082 osoby, a gęstość zaludnienia wynosiła 1 490 osób/km² (wśród 2880 gmin regionu Rodan-Alpy Lorette plasuje się na 170. miejscu pod względem liczby ludności, natomiast pod względem powierzchni na miejscu 1623.).